# Lasseube
Pour les articles homonymes, voir Lasseube.
Lasseube (en béarnais La Seuva ou La Séube) est une commune française, située dans le département des Pyrénées-Atlantiques en région Nouvelle-Aquitaine.
Le gentilé est Lasseubois.

## Géographie

### Localisation
La commune de Lasseube se trouve dans le département des Pyrénées-Atlantiques, en région Nouvelle-Aquitaine.
Elle se situe à 19 km par la route de Pau, préfecture du département, et à 13 km d'Oloron-Sainte-Marie, sous-préfecture.
Les communes les plus proches sont : 
Saint-Faust (5,7 km), Lasseubetat (5,8 km), Aubertin (5,9 km), Estialescq (5,9 km), Escou (6,4 km), Lacommande (6,7 km), Escout (6,9 km), Gan (7,5 km).
Sur le plan historique et culturel, Lasseube fait partie de la province du Béarn, qui fut également un État et qui présente une unité historique et culturelle à laquelle s’oppose une diversité frappante de paysages au relief tourmenté.
La commune est classée en zone de montagne par arrêté du 29 mars 2019.

### Communes limitrophes
Les communes limitrophes sont  Aubertin, Escout, Escou, Estialescq, Gan, Lasseubetat, Monein, Ogeu-les-Bains et Saint-Faust.
| Monein, Estialescq | Aubertin       | Saint-Faust |
| Escout             | Lasseube       | Gan         |
| Escou              | Ogeu-les-Bains | Lasseubetat |

### Hydrographie

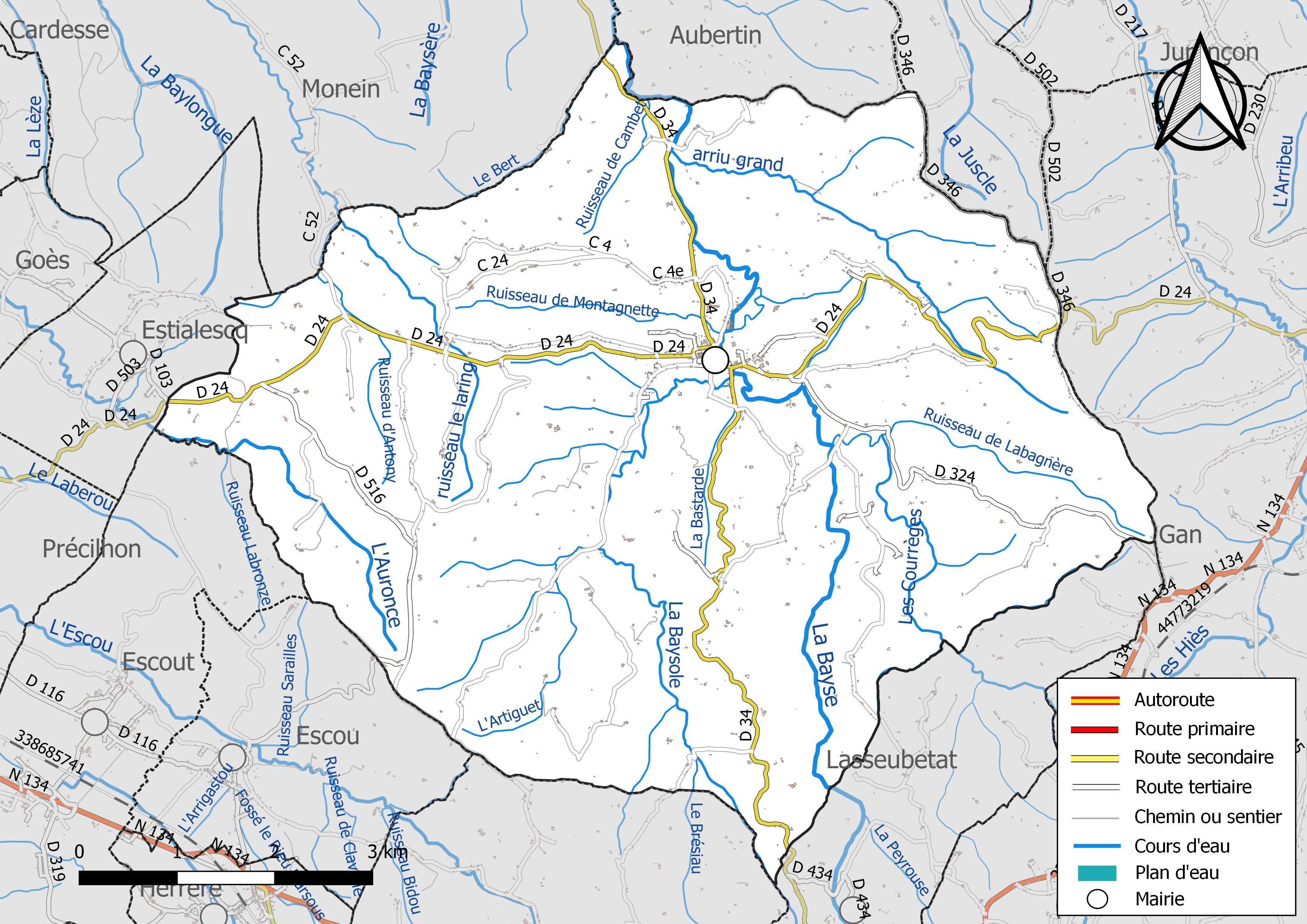
Réseaux hydrographique et routier de Lasseube.

Autour de Lasseube les altitudes, les plus hautes, forment une « petite cuvette » drainée par la Baïse. Le régime hydrologique, de celle-ci, dépend :
- de l’imperméabilité faible du sous-sol car les éléments argileux y abondent ;
- de l’existence de petits affluents très courts ;
- de la présence d’orages ;
- de la forme de son bassin versant[9].

La forme allongée, comme pour la Baysole, favorise les faibles débits de pointe de crue en raison du temps plus important de l’acheminement de l'eau. En revanche, le bassin en forme d'éventail de la Baïse, avant sa confluence, favorise les forts débits de pointe car le temps de concentration est plus court.
Lasseube a eu et a souvent à souffrir de ces fortes et brusques augmentations, des débits, lors d’orages. Ces orages peuvent être ponctuellement très violents puisque Lasseube est sous les vents dominants, du « couloir » à grêlons Aspois favorisé par la topographie plus étroite de la partie avale de la vallée d’Aspe. En effet plus la vallée est étroite et plus le flux d'air s’accélère, cela crée une dépression au pied des montagnes qui "aspire" l'air environnant générant, alors, de violents orages sur le piémont.
La commune est traversée par la Baïse (qui se jette dans le gave de Pau) et ses affluents :
- le ruisseau la Baysole et ses affluents :
  - le ruisseau l'Artiguet,
  - le ruisseau la Bastarde,
  - le ruisseau le Brésiau ;
- le ruisseau le Bert ;
- le ruisseau de Cambet ;
- le ruisseau de Labagnère et son affluent :
  - le ruisseau les Courrèges (le Léza[10] ?) et son affluent :
    - le ruisseau de Cambusset ;
- le ruisseau de Malendrès ;
- le ruisseau de Montagnette ;
- le ruisseau le Rieu Grand.

Le Laring ou ruisseau de Naudy et son affluent, le ruisseau d'Antony, sont également présents sur le territoire de la commune. Le Laring est un affluent de la Baylongue, qui se jette dans la Baysère, affluent de la Baïse.
Le ruisseau l'Auronce, affluent du gave d'Oloron, arrose également le territoire de la commune.

### Climat
Pour des articles plus généraux, voir Climat de la Nouvelle-Aquitaine et Climat des Pyrénées-Atlantiques.
Historiquement, la commune est exposée à un climat de montagne.  
En 2020, Météo-France publie une typologie des climats de la France métropolitaine dans laquelle la commune est toujours exposée à un climat de montagne et est dans la région climatique Pyrénées atlantiques, caractérisée par une pluviométrie élevée (>1 200 mm/an) en toutes saisons, des hivers très doux (7,5 °C en plaine) et des vents faibles.
Pour la période 1971-2000, la température annuelle moyenne est de 13,2 °C, avec une amplitude thermique annuelle de 13,7 °C. Le cumul annuel moyen de précipitations est de 1 337 mm, avec 11,5 jours de précipitations en janvier et 9,2 jours en juillet. Pour la période 1991-2020, la température moyenne annuelle observée sur la station météorologique la plus proche, située sur la commune d'Oloron-Sainte-Marie à 11 km à vol d'oiseau, est de 13,1 °C et le cumul annuel moyen de précipitations est de 1 491,4 mm,. Pour l'avenir, les paramètres climatiques de la commune estimés pour 2050 selon différents scénarios d’émission de gaz à effet de serre sont consultables sur un site dédié publié par Météo-France en novembre 2022.

### Milieux naturels et biodiversité

#### Réseau Natura 2000
Le réseau Natura 2000 est un réseau écologique européen de sites naturels d'intérêt écologique élaboré à partir des Directives « Habitats » et « Oiseaux », constitué de zones spéciales de conservation (ZSC) et de zones de protection spéciale (ZPS).
Deux sites Natura 2000 ont été définis sur la commune au titre de la « directive Habitats », : 
- le « gave de Pau », d'une superficie de 8 194 ha, un vaste réseau hydrographique avec un système de saligues[Note 4] encore vivace[20] ;
- « le gave d'Oloron (cours d'eau) et marais de Labastide-Villefranche », d'une superficie de 2 547 ha, une rivière à saumon et écrevisse à pattes blanches[21].

#### Zones naturelles d'intérêt écologique, faunistique et floristique
L’inventaire des zones naturelles d'intérêt écologique, faunistique et floristique (ZNIEFF) a pour objectif de réaliser une couverture des zones les plus intéressantes sur le plan écologique, essentiellement dans la perspective d’améliorer la connaissance du patrimoine naturel national et de fournir aux différents décideurs un outil d’aide à la prise en compte de l’environnement dans l’aménagement du territoire.
Une ZNIEFF de type 2 est recensée sur la commune, : 
les « coteaux et vallées "bocagères" du Jurançonnais » (20 986,16 ha), couvrant 23 communes du département.

## Urbanisme

### Typologie
Au 1er janvier 2024, Lasseube est catégorisée commune rurale à habitat dispersé, selon la nouvelle grille communale de densité à sept niveaux définie par l'Insee en 2022.
Elle est située hors unité urbaine. Par ailleurs la commune fait partie de l'aire d'attraction de Pau, dont elle est une commune de la couronne,. Cette aire, qui regroupe 227 communes, est catégorisée dans les aires de 200 000 à moins de 700 000 habitants,.

### Occupation des sols

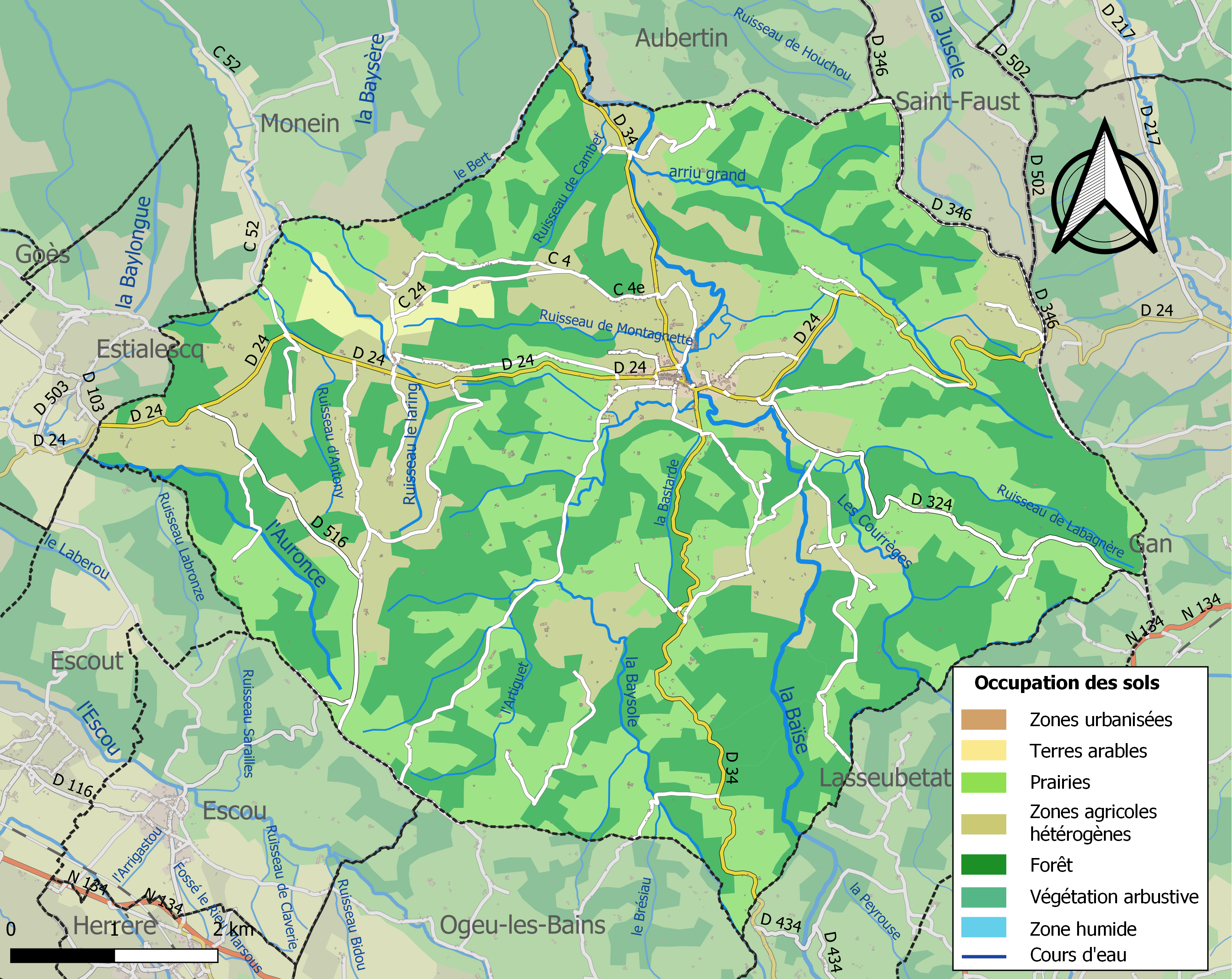
Carte des infrastructures et de l'occupation des sols de la commune en 2018 (CLC).

L'occupation des sols de la commune, telle qu'elle ressort de la base de données européenne d’occupation biophysique des sols Corine Land Cover (CLC), est marquée par l'importance des territoires agricoles (58 % en 2018), en augmentation par rapport à 1990 (56,6 %). La répartition détaillée en 2018 est la suivante : 
forêts (41,5 %), prairies (34,2 %), zones agricoles hétérogènes (22,6 %), terres arables (1,3 %), zones urbanisées (0,5 %). L'évolution de l’occupation des sols de la commune et de ses infrastructures peut être observée sur les différentes représentations cartographiques du territoire : la carte de Cassini (XVIIIe siècle), la carte d'état-major (1820-1866) et les cartes ou photos aériennes de l'IGN pour la période actuelle (1950 à aujourd'hui).

### Situation du bourg et des hameaux
L’enfant du pays, Pierre Bourdieu, nous présente le territoire de Lasseube comme  étant « la région des collines d’entre les deux Gaves » le bourg est situé « dans une petite cuvette, au confluent des vallées de la Baïse et de la Baïsole » « à l’entour, sur les coteaux dont l’altitude varie entre 200 et 400 mètres, les fermes des hameaux se dispersent ».
Hormis le bourg ce paysage se compose de « quartiers qui correspondent à des unités morphologiques, par exemple une zone de collines délimitée par deux dépressions (quartier Rey) ou une petite vallée (Labagnère) ». « Étendu sur plusieurs kilomètres à travers les collines, le quartier constituait autrefois une unité de voisinage très vivante » qui possédait son « école » et son (ou ses) « auberge(s) ».
Dans le bourg « Les façades des maisons se pressent formant une ligne de façades continue le long de la grand-rue, de part et d’autre de l’église et de la place centrale où sont groupés les organes principaux de la vie villageoise ». Des jardins situés derrière les maisons se présentent sous forme de « bande de terrain de la largeur de la maison et longue d’une centaine de mètres ». Cette particularité souligne les franchises accordées, au Moyen Âge,« en faveur de tous les habitants établis ou qui s’établiront »(2).
« Chaque serf nouvellement affranchi se voit attribuer. L'emplacement type ou plasse d'environ 230 m2, parfois plus, est destiné à recevoir maison, cour et jardin-verger. Ce lot se présente toujours sous forme rectangulaire, beaucoup plus longue que large ».
Ce n’est que depuis une génération que  « l’automobile a raccourci les distances, surtout depuis que les principaux chemins vicinaux ont été goudronnés » et que « Les modèles et les idéaux urbains ont envahi le domaine réservé du paysan. » mais la trame de ce paysage reste inchangée.

### Lieux-dits et hameaux
- la Bagnère, au sud-est du bourg ;
- Clergat, coteau au nord du ruisseau de la Bagnère ;
- Côte Blanche, crête entre les vallons de la Montagnette et de la Baïsole ;
- Coustarret ;
- Houratade ou Houracade[30], fond de la vallée du Laring, ouverte sur le bourd de Lasseube (passage de la D 24) ;
- Peyruquet, crête entre les vallons du Bert et de la Montagnette ;
- Vic de Baigt, au nord-ouest, drainé par le Bert ;
- le Rey, quartier au sud entre Baïsole et Baïse.

### Risques majeurs
Le territoire de la commune de Lasseube est vulnérable à différents aléas naturels : météorologiques (tempête, orage, neige, grand froid, canicule ou sécheresse), inondations et séisme (sismicité moyenne). Un site publié par le BRGM permet d'évaluer simplement et rapidement les risques d'un bien localisé soit par son adresse soit par le numéro de sa parcelle.
Certaines parties du territoire communal sont susceptibles d’être affectées par le risque d’inondation par une crue torrentielle ou à montée rapide de cours d'eau, notamment la Baïse de Lasseube et l'Auronce. La commune a été reconnue en état de catastrophe naturelle au titre des dommages causés par les inondations et coulées de boue survenues en 1982, 1983, 2008, 2009, 2011, 2018 et 2021,.

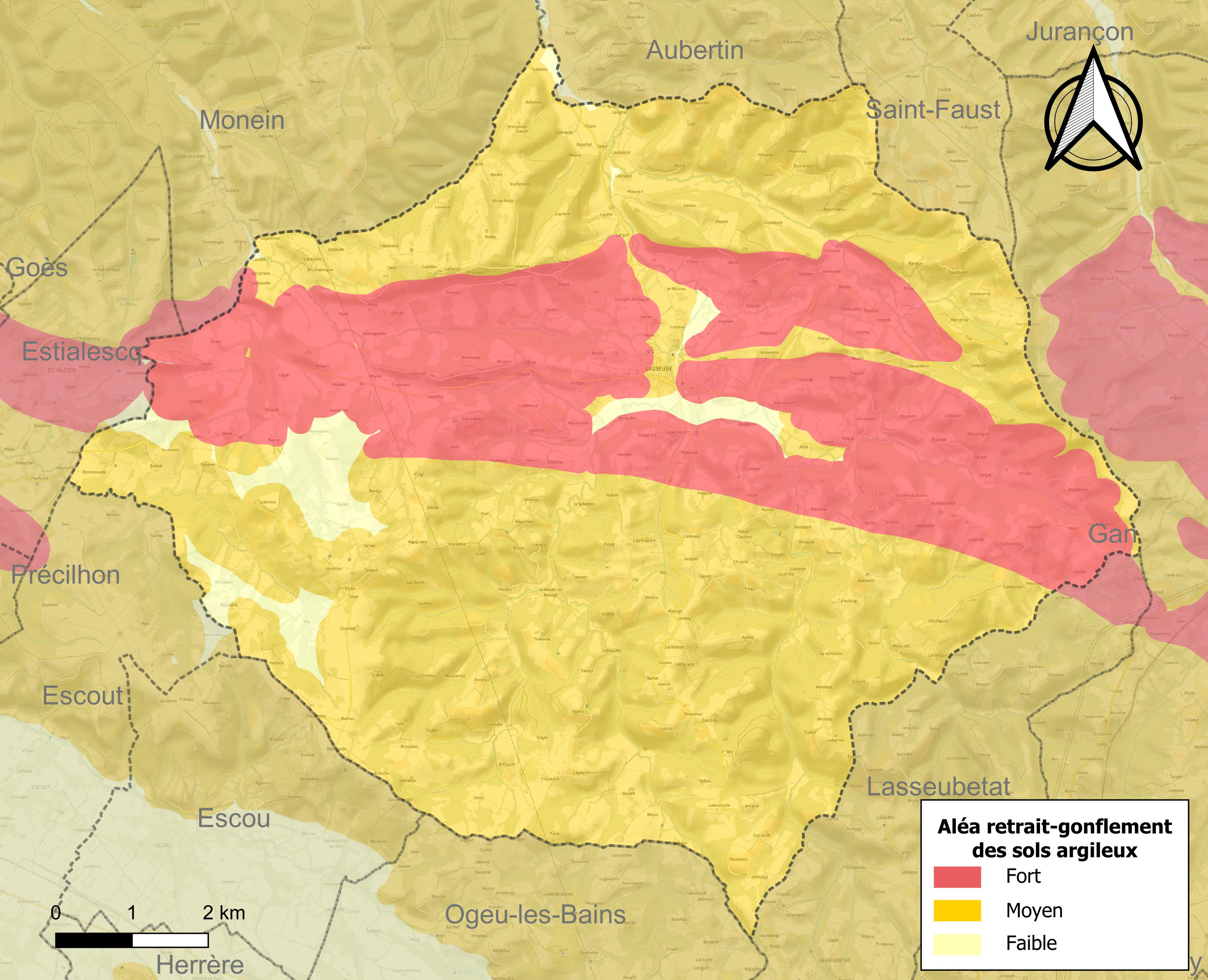
Carte des zones d'aléa retrait-gonflement des sols argileux de Lasseube.

Le retrait-gonflement des sols argileux est susceptible d'engendrer des dommages importants aux bâtiments en cas d’alternance de périodes de sécheresse et de pluie. 96,1 % de la superficie communale est en aléa moyen ou fort (59 % au niveau départemental et 48,5 % au niveau national). Depuis le 1er octobre 2020, en application de la loi ELAN, différentes contraintes s'imposent aux vendeurs, maîtres d'ouvrages ou constructeurs de biens situés dans une zone classée en aléa moyen ou fort,.
Concernant les mouvements de terrains, la commune a été reconnue en état de catastrophe naturelle au titre des dommages causés par des mouvements de terrain en 2013, 2014 et 2018.

## Toponymie
Son nom béarnais est La Seuva, du latin silva, signifie « la forêt ». Le toponyme Lasseube apparaît sous les formes Sylvæ (1305, titres de Béarn), La Seube d'Escot (1385, censier de Béarn), Laseube (1434, notaires d'Oloron), La Seuba (1540, réformation de Béarn).
Son nom béarnais est La Seuva ou La Séube.

## Histoire
En 1385, Lasseube comptait 12 feux et dépendait du bailliage d'Oloron.

### L'émigration des lasseubois à la fin duXIXesiècle
Lasseube fut touchée par la vague nationale d’émigration, « Le 31 août 1885, le Journal Officiel précise que ce n'est ni la pauvreté, ni la densité de population qui est en cause dans l'émigration, mais essentiellement les agents recruteurs et... la contagion de l'exemple. »(annexe LVIII). Dans le Sud Ouest « les agents ou sous-agents d'émigration quadrillent littéralement le paysage, un sous-agent par canton, ou presque ! »(annexe LV). Les cantons d’Oloron et de Lasseube se touchent le village fait donc partie du périmètre où nombreux seront les émigrés.
Sur un bateau un émigrant déclare, en 1863, racontant son voyage pour Montevideo : « ont nous a baptisés parce que ce jour-là nous entrions dans un nouveau monde, le 1er lO bre nous avons eu la mer très - grosse pendant 24 heures, je vous assure que nous avons bien dansé, il y avait 54 passagers tous du côte d'Oloron » (annexe II). Pierre Bourdieu peut constater pour Lasseube, qu’il dénomme « Lesquire » (la cloche en béarnais) que, « Dans le quartier de HO., aux alentours de 1900, il n’y avait qu’une maison qui ne comptât pas un émigré au moins en Amérique. Il y avait à Oloron des recruteurs qui encourageaient les jeunes à partir. ».
Le rôle des « stratégies matrimoniales », si importantes alors à Lasseube, peuvent être une cause de départ :
« La mère lui dit « si tu te maries avec celle-là, il y a deux portes ; elle entrera par celle–ci, je sortirai par celle-là ou bien toi. La fille vint à le savoir ; elle ne voulut pas attendre qu’il la laissât et partit pour l’Amérique. ». « le sort traditionnel des cadets et cadettes qui n'épousaient pas une héritière ou un héritier a valorisé l'émigration plus que dans d'autres régions, »(annexe XVIII).
Toutefois la majorité des émigrations avaient des fondements  économiques, elles se faisaient quand « il ne restait d’autre issue que d’aller chercher ailleurs ».
« Je te dirai que je ne regrette point le pauvre pays de Lasseube que l’on bêche toute l'année sans rien gagner au bout. […] Ainsi, tu me dis que tu as l'intention de venir me rejoindre. De ma part je te dirai que c'est le meilleur que tu dois faire. Fais le possible de décider nos bons parents de vouloir bien t’accorder cette idée, car ça sera un bonheur pour toi. »1890'(annexe LVIII)
« J'oubliais de vous dire cher père de faire savoir a tous les jeunes gens de Lasseube qu'ils s'enviennent a Montevideo car à peine qu'ils sachent garder les brebis, ils gagneront toujours cent francs par mois et ceux qui ont une profession encore de plus 15 novembre 1865 ».
Enfin à Lasseube également « Le service militaire obligatoire fut une des raisons que beaucoup de jeunes gens se donnèrent pour rester dans le pays d'accueil. »(annexe XII). Ainsi parmi les lasseubois émigrés « Ni Maurice P, ni Jean ni Joseph B ne reviendront accomplir leur service militaire. »(annexe LVII).

## Héraldique
| Blason de Lasseube | Blason  | Échiqueté d’argent et de gueules, au chef d’azur chargé de trois étoiles d’or. |
| Blason de Lasseube | Détails | Le statut officiel du blason reste à déterminer.                               |

### Histoire du blason du marquis de Lasseube, Armand Casaus
Ce blason commenté dans le « troisième volume cotté B Béarn dans l’Armorial général » réalisé par Hozier en 1696 est celui des « Casaus ». À quoi doivent-ils cette reconnaissance ?
La famille Casaus possédait à Gan « une maison et quelques pièces de terre. Elle ne commence à être remarquable que depuis qu’un de leurs ancêtres, chirurgien de la reine Jeanne, qu’elle aima et combla de bienfaits ». C’est Armand Casaus « fidel conseillat et médecin » qui permit la naissance d’Henry IV après de précédents échecs : « les deux époux eurent dans les trois ou quatre premières années de leur mariage deux fils qui moururent tous deux au berceau par des accidens aſſez extraordinaires. Elle était groſſe pour la troisième fois l’an 1553 étant en Picardie avec son mari qui étoit gouverneur de cette province,& qui commandoit une armée contre Charles Quint. Dés qu’Henri d’Albret ſon père apris qu’elle était grosse, il la rapella auprès de lui.Elle accoucha d’un fils le 13 du même mois ».
Après cette naissance heureuse la famille a progressivement agrandi ses terres et a renforcé sa situation sociale par :
- « En 1560, à la demande d'Henry d'Albret du roi de Navarre les habitants de Gelos permirent au sieur de Casaus, son chirurgien ordinaire, d'en défricher 63 arpents. »[46] ;
- « En 1561, le même Casaus ayant acheté des habitants de Gelos 17 arpents de terre, pour les joindre aux précédents. En outre, le roi permit à ce dit de Casaus de bâtir un pigeonnier sur la dite acquisition, sous la redevance annuelle d'une paire de pigeonneaux. C'est de ces 8o arpents que fut formée la belle métairie de Tout-y-Croît »[46] ;
- « En 1562, il fut fait don au sieur de Casaus, docteur en médecine, de certaines maisons ci-devant enchéries, et demeurées à S. M., sur les fermiers de Pau, à la charge de payer au sieur Fabri, aussi médecin, 5o écus à lui affectés sur les maisons.[46] ;
- « En 1563, la métairie de Tout-y-Croît appartenant au sieur de Casaus, chirurgien et médecin de la reine Jeanne, est affranchie et anoblie. »[46] ;
- Le fils de la sœur d’ Armand Casaus « obtint, par lettres patentes de février 1614, l’anoblissement de la maison Casaus qu’il possédait à Gan » (5) ;
- « une longue suite de premières charges du parquet, de conseillers et de présidents »[46].

Le titre de marquis fut l’aboutissement de cette évolution.
À la fin XVIe siècle, Lasseube, qui appartient à la comtesse de Guiche, dite Corisande d’Andouins, qui leur en 1582 a « obtenu de SM d’être francs de tout péage gabelle et leude ». C’est une riche héritière (Corisande d'Andoins) qui pour aider son amant, le futur Henry IV, donne procuration en 1594 « pour donner à bail les revenus de la baronnie de Lescun, Lasseube et autres seigneuries appartenant à Corisande d’Andoins ».
Ainsi en 1705, Messire Armand de Casaus, procureur général au parlement de Navarre, « acquiert la seigneurie de Monein augmentant le patrimoine de ces ancêtres » « lui, seigneur de Juranson, Gelos, Gan, Lasseube, Cuqueron, Louvie et Tout y-y-croit ».
« C’est l’aboutissement de 150 ans d’évolution ; les terres forment un territoire continu, les Cassaus ont désormais droit a une particule, au titre de marquis dont le blason "porte échiqueté d’argent et de gueulle au chef d’azur, chargé de trois estoilles d’or" ».
Un épisode de la vie des Casaus est à noter pour comprendre « le chef », la partie supérieure, « d’azur » :
en 1637 Le fils ainé de jean Casaus avait perdu la vue d’un œil ; il retrouva la vue après que sa mère ai voué « leur enfant à la protection de la vierge de Bétharram ». En 1638 « il demeure 11 heures sans parler. Déjà on faisait quelques préparatifs pour les funérailles. « Me Mme Casaus » « essayèrent encore de fléchir le ciel par leurs larmes et leurs gémissements. La bonne vierge vint à leur secours.La santé du malade se rétablit ».
L’héraldique de ce blason illustre l’histoire de Casaus :
- la famille est supérieure car protégée et compétente ; les trois étoiles évoquent les qualités du médecin accoucheur d’Henry IV ;
- l’échiqueté d’argent rappelle la bonne «réflexion » qui a assuré la réussite de la famille ;
- il fallut du courage et de la générosité aux procureurs qui se succédèrent dans la famille.

## Politique et administration
| Période | Période  | Identité                     | Étiquette | Qualité |
| ------- | -------- | ---------------------------- | --------- | ------- |
| 1989    | 2001     | Georges Combes               |           |         |
| 2001    | 2008     | Jean-François De Saint Denis |           |         |
| 2008    | 2010     | René Bourdet                 |           |         |
| 2010    | 2020     | Jean-louis Valiani           |           |         |
| 2020    | En cours | Laurent Keller               |           |         |

### Intercommunalité
La commune fait partie de six structures intercommunales :
- la communauté de communes du Haut Béarn ;
- le SIVOM du canton de Lasseube ;
- le SIVU pour l'aménagement et la gestion des cours d'eau du bassin des baises ;
- le syndicat AEP d’Ogeu-les-Bains ;
- le syndicat AEP de la région de Jurançon ;
- le syndicat d’énergie des Pyrénées-Atlantiques.

La commune accueille le siège du SIVOM du canton de Lasseube.

## Population et société

### Démographie
L'évolution du nombre d'habitants est connue à travers les recensements de la population effectués dans la commune depuis 1793. Pour les communes de moins de 10 000 habitants, une enquête de recensement portant sur toute la population est réalisée tous les cinq ans, les populations de référence des années intermédiaires étant quant à elles estimées par interpolation ou extrapolation. Pour la commune, le premier recensement exhaustif entrant dans le cadre du nouveau dispositif a été réalisé en 2006.

En 2022, la commune comptait 1 737 habitants, en évolution de +0,12 % par rapport à 2016 (Pyrénées-Atlantiques : +3,78 %, France hors Mayotte : +2,11 %).
| 1793  | 1800  | 1806  | 1821  | 1831  | 1836  | 1841  | 1846  | 1851  |
| ----- | ----- | ----- | ----- | ----- | ----- | ----- | ----- | ----- |
| 2 637 | 2 870 | 3 023 | 2 646 | 2 895 | 3 004 | 3 040 | 2 864 | 2 827 |

| 1856  | 1861  | 1866  | 1872  | 1876  | 1881  | 1886  | 1891  | 1896  |
| ----- | ----- | ----- | ----- | ----- | ----- | ----- | ----- | ----- |
| 2 702 | 2 672 | 2 541 | 2 624 | 2 366 | 2 468 | 2 207 | 2 073 | 2 039 |

| 1901  | 1906  | 1911  | 1921  | 1926  | 1931  | 1936  | 1946  | 1954  |
| ----- | ----- | ----- | ----- | ----- | ----- | ----- | ----- | ----- |
| 1 978 | 1 952 | 1 894 | 1 677 | 1 715 | 1 645 | 1 621 | 1 580 | 1 354 |

| 1962  | 1968  | 1975  | 1982  | 1990  | 1999  | 2006  | 2011  | 2016  |
| ----- | ----- | ----- | ----- | ----- | ----- | ----- | ----- | ----- |
| 1 322 | 1 365 | 1 311 | 1 409 | 1 503 | 1 526 | 1 600 | 1 714 | 1 735 |

| 2021  | 2022  | - | - | - | - | - | - | - |
| ----- | ----- | - | - | - | - | - | - | - |
| 1 741 | 1 737 | - | - | - | - | - | - | - |

Lasseube fait partie de l'aire d'attraction de Pau.

## Économie
La commune fait partie des zones AOC du vignoble du Jurançon et du Béarn. Elle a d'ailleurs donné son nom à une variété de vigne, le camaralet de Lasseube.
Son économie est essentiellement agricole (élevage et culture du maïs). Lasseube fait partie de la zone d'appellation de l'ossau-iraty.
La pureté des eaux des gaves a permis le développement de la pisciculture.

## Culture locale et patrimoine

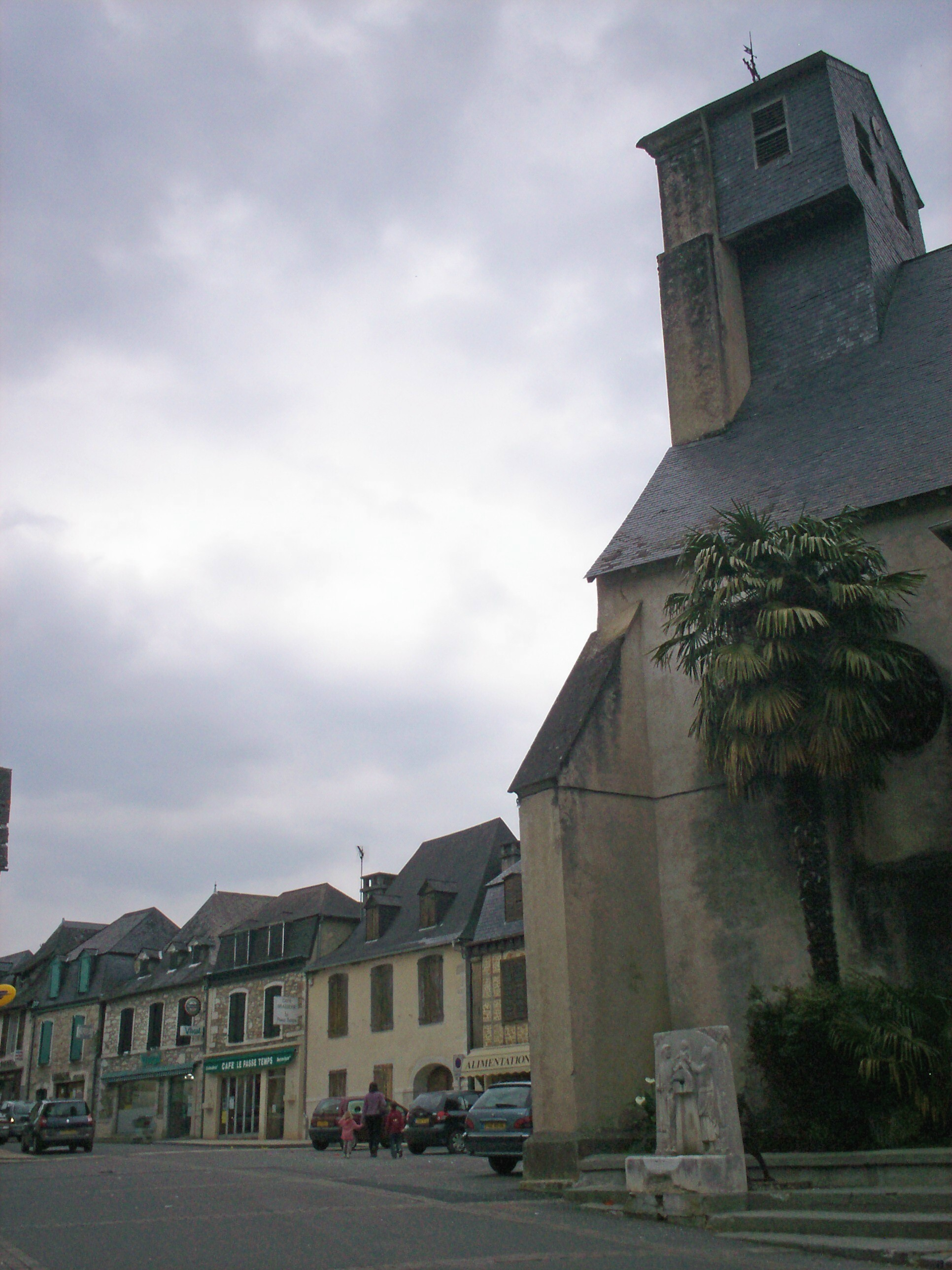
L'église de Sainte-Catherine et vue sur le cœur du village.

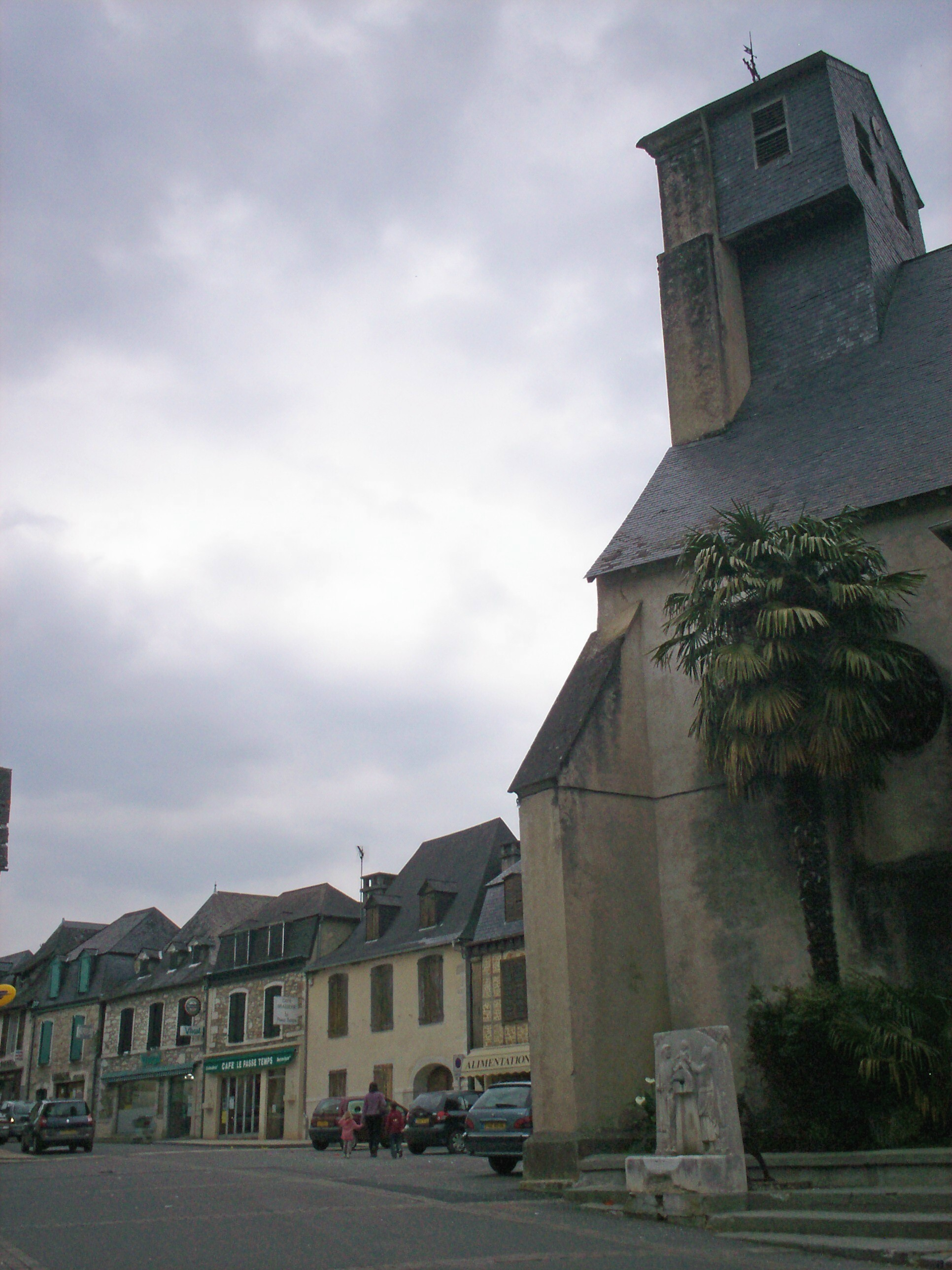
L'église de Sainte-Catherine et vue sur le cœur du village.
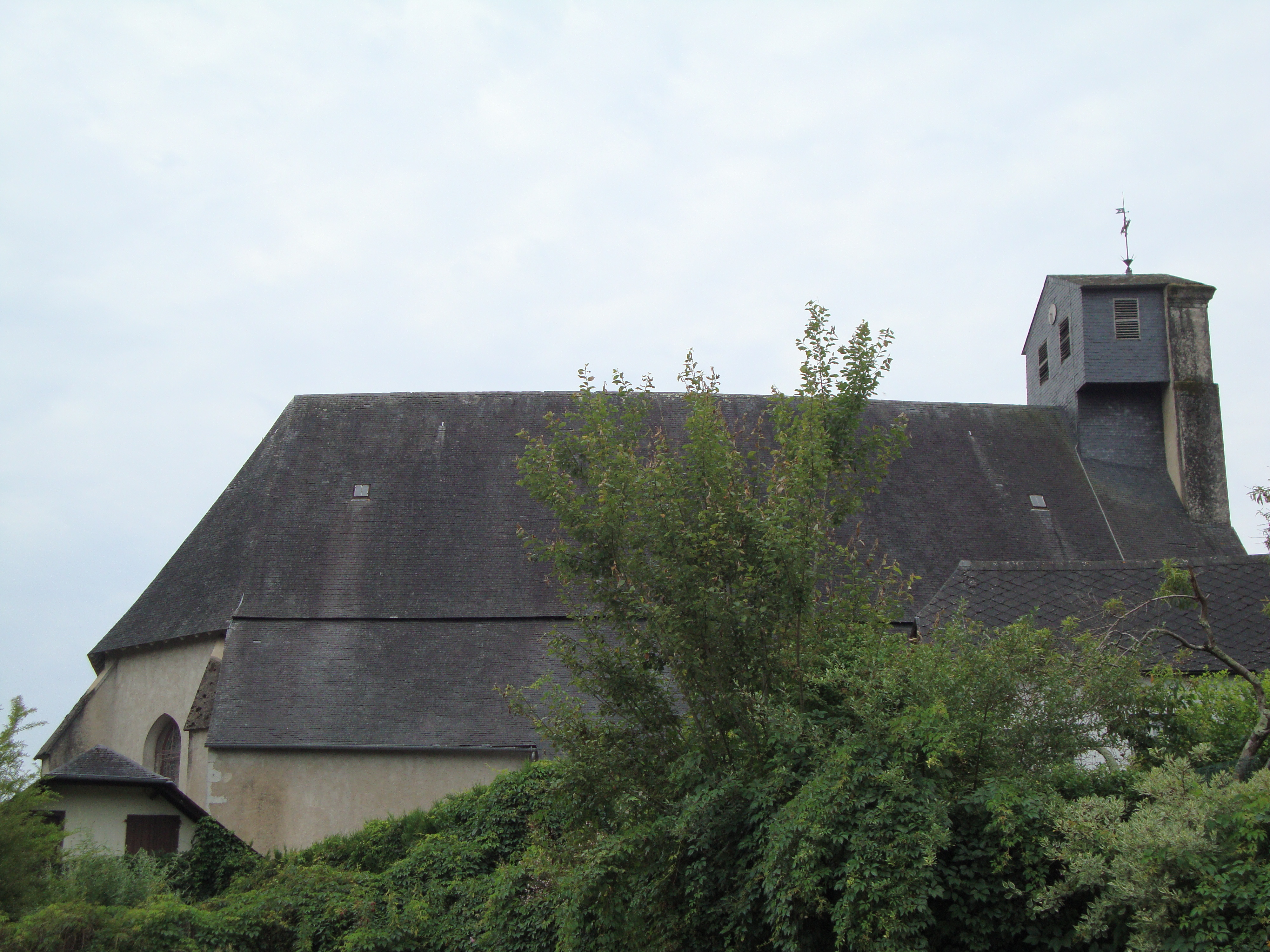
L'église, vue latérale.
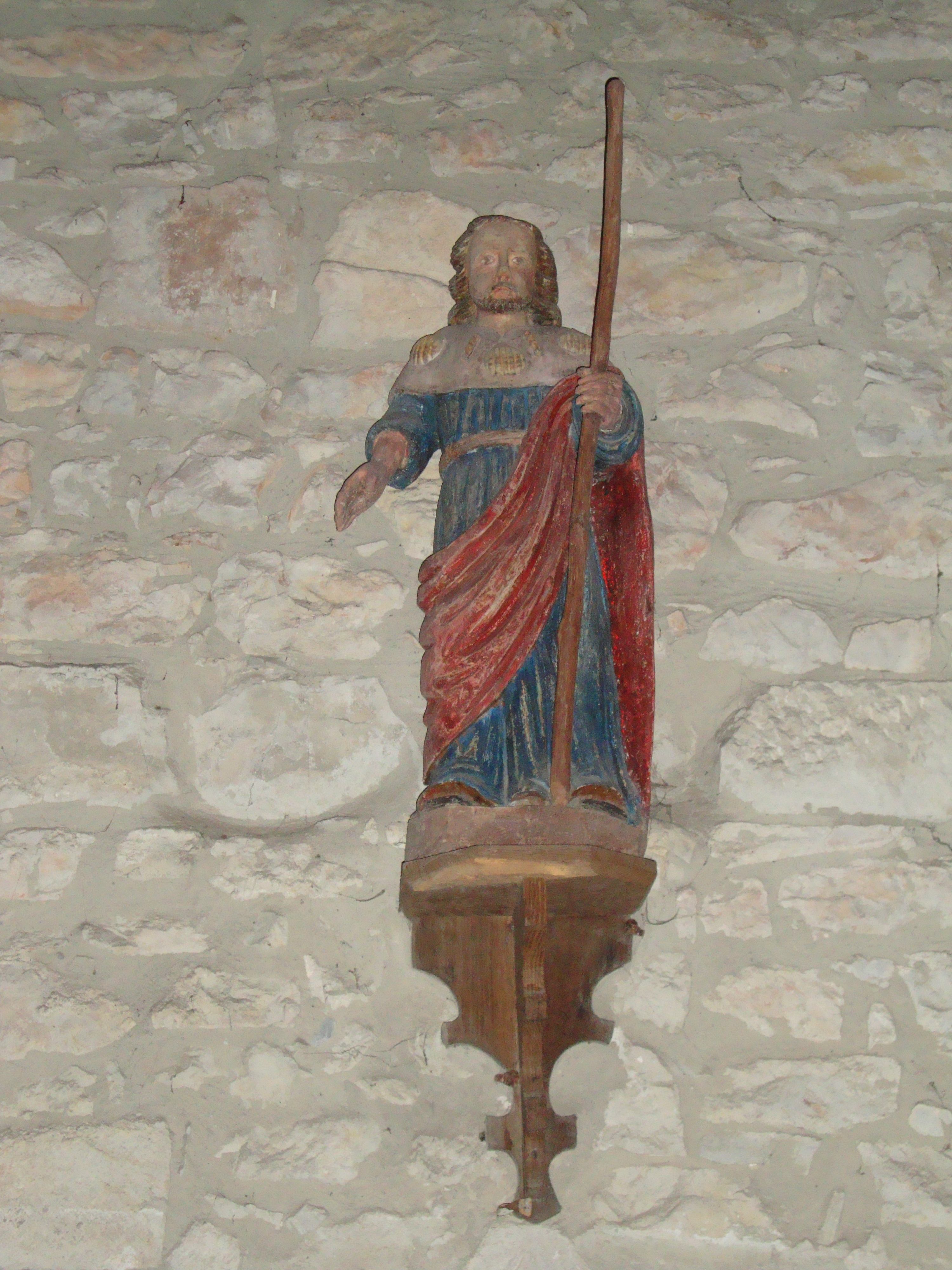
Statue pèlerin de Saint-Jacques dans l'église.
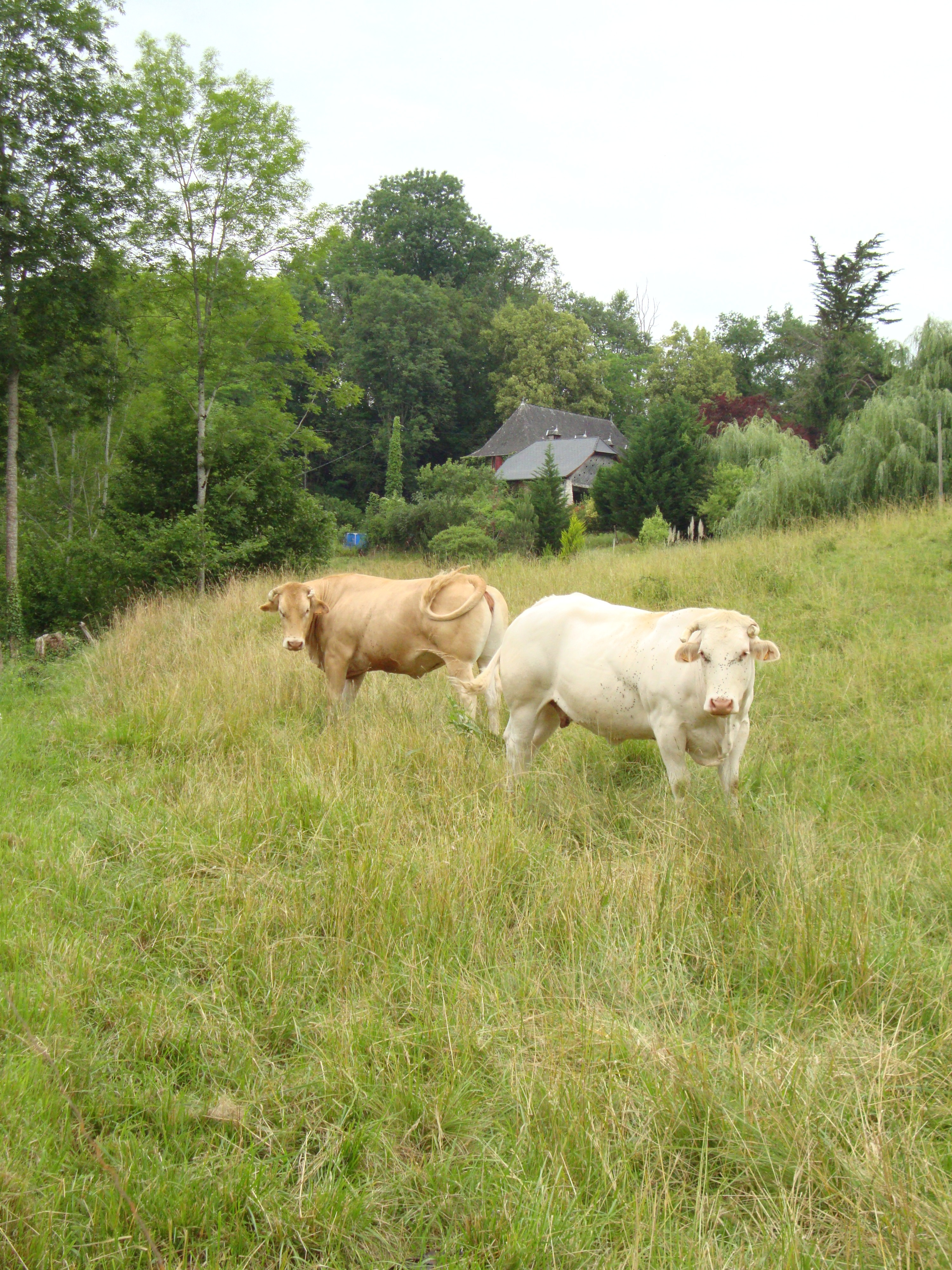
Lasseube, paysage avec vaches.

La langue vernaculaire et littéraire (et administrative jusqu'à la fin du XVIIIe siècle) est le béarnais qui est lui même une forme d' l'occitan-gascon. Si la langue est à l'heure actuelle, majoritairement parlée par les plus anciens, un cursus bilingue français-béarnais est proposé de la maternelle au CM2 dans l'école publique de la commune.

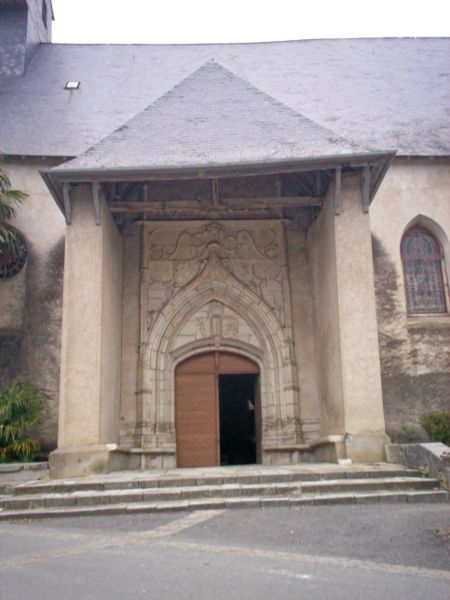
Porche de l'église de Sainte-Catherine.

### Patrimoine religieux
Lasseube possède une église (église Sainte-Catherine) datant du XVIe siècle.

## Équipements
La commune dispose d'un collège (collège Pierre Jeliote) et d'une école primaire.

## Personnalités liées à la commune
- Amélie Lacaze est le nom de la place du village. Son nom de jeune fille est Amélie Leclerc. Elle naît en 1832, habite Saint Martin d’Osmonville, au Nord de Rouen, où elle  épouse en 1857 Louis -Jacques Lacaze (Généalogie de la famille plaisant[58])  dont le père est médecin et passionné de peintures.(Notice des tableaux légué au Louvre par Louis Lacaze (Charles de Mourgues frères). Depuis au moins 1811, la famille Lacaze (dictionnaire des parlementaires de la IIIe République[59])  est installée à Crécy couvé, où la famille possède sa résidence d’été, à 95 km de Paris. Cette résidence est proche de la ligne de chemin de fer, emprunté par les impressionnistes, qui atteint le Havre en 1846. Lors d’une de réception des notables alentours Amélie, fille de riches négociants en vin à Rouen, et Louis firent connaissance. De ce mariage est issu, en 1858, un fils, Jacques né à Pau. Ainsi l’Histoire des Lacaze illustre l’affirmation de Pierre Bourdieu pour qui : « L'amour de l'art et l'amour pur sont des constructions sociales nées ensemble au XIXe » (Pierre Bourdieu. Un structuralisme héroïque).
- Pierre de Jélyotte, chanteur et compositeur sous Louis XV, est né à Lasseube le 13 avril 1713.
- Jean-Pierre Bergeret, né en 1751 à Lasseube et mort en 1813, médecin et botaniste, auteur d'un ouvrage en 3 volumes instaurant un procédé inédit de reconnaissance mnémotechnique des plantes.
- Bernard Becaas, ancien coureur cycliste, né le 23 mai 1955 à Oloron-Sainte-Marie, est décédé à Lasseube le 25 août 2000 d'un accident de moto.
- Sébastien Tillous-Borde, né le 29 avril 1985, a commencé sa carrière de joueur de rugby à XV au club de Lasseube-Monein.
- Pierre Bourdieu, sociologue de renommée internationale, a tout au long de sa vie entretenu avec Lasseube un lien familial (son père était receveur à la poste du village) et affectif (il y a effectué toute sa scolarité primaire). Il lui a même consacré un de ses derniers ouvrages Le Bal des célibataires.